# Нонгкхай
Нонгкха́й (тайск. หนองคาย) — город на северо-востоке Таиланда на реке Меконг, столица одноимённой провинции.

## География
Население города — 35 тысяч жителей.

## История
Нонгкхай находился сотни лет на пересечении интересов Лаоса и Таиланда, а позже — французских колонизаторов.

## Экономика
Местные продукты — табак, говядина, мясо водных буйволов, шёлк и тапиока.
В Нонгкхае через Меконг построен совмещенный автомобильно-железнодорожный мост, соединяющий Таиланд с Лаосом, по другую сторону моста на расстоянии около двадцати километров находится столица Лаоса Вьентьян. Автомобильное движение по мосту открыто в 1994 году. В 2009 году открыто железнодорожное сообщение между станциями Нонгкхай (Таиланд) и Тханаленг (Лаос). Планируется продолжение железной дороги до Вьентьяна.
Мост в Лаос активизировал торговлю. Однако торговля с Лаосом контролируется таможенными службами из-за опасения ввоза наркотиков в Таиланд.

## Достопримечательности
- Салакэуку (Ваткхэк) — парк с массивными скульптурами до 20 м высотой. Парк создал художник-мистик Луанг-пу Бунлыа Сулилат, купивший эту землю в 1978, когда он бежал из Лаоса. Скульптуры изображают буддийские, индуистские божества, мифических животных, змей и фантастических существ.
- Французский квартал со времен французской колонизации Лаоса.
- Ватпхочай, храм с золотым Буддой, король Рама I собирался перевести Будду из Вьентьяна в Бангкок, но лодка затонула в Меконге и лишь позднее во время падения уровня воды статую удалось поднять со дна Меконга.
- Ватпхратхат, храм лаосской архитектуры, считается, что самому раннему сооружению в храме более 2000 лет и оно воздвигнуто индийскими монахами.
- Ватпутаугонгмаа, китайский храм с драконами и статуями зверей
- Кумирня Сао Лак Муеанг — освящённое место для добрых духов, покровительствующих городу
- Монумент Прапхо перед ратушей, в память подавления восстания в Хо в 1886
- Индокитайский рынок с товарами из многих стран Индокитая.
- Огненные шары Наг - природный феномен. В честь появления шаров в городе Нонгкхай и соседних селениях проводится фестиваль, который совместно с самим природным явлением привлекает множество туристов.

## Праздники
- Праздник ракет в полнолуние в июле
- Октябрьский праздник по окончании сезона дождей в ознаменовании возвращения Будды на небо.